# ون الکساندر
ون الکساندر (انگلیسی: Van Alexander؛ ‏ ۲ مهٔ ۱۹۱۵ – ۱۹ ژوئیهٔ ۲۰۱۵) آهنگساز، و رهبر ارکستر اهل ایالات متحده آمریکا بود.
از فیلم‌هایی که وی در آن‌ها نقش داشته است، می‌توان به شهر دختران اشاره نمود.